# 183
Cette page concerne l'année 183  du calendrier julien. Pour l'année 183 av. J.-C., voir 183 av. J.-C. Pour le nombre 183, voir 183 (nombre).
L'année 183 est une année commune qui commence un mardi.

## Événements
- Septime Sévère est démis de son poste de légat de la IVe légion en Syrie et étudie pendant un moment à Athènes[1].
- Ulpius Marcellus est nommé de nouveau gouverneur de Bretagne. Il rétablit la situation et négocie la formation de la confédération tribale des Maeatae dans les Lowlands pour résister aux raids des Calédoniens[2].
- Commode est acclamé Imperator pour la cinquième et la sixième fois ; il prend également le titre de Pieux[3].

## Naissances en 183
- Lu Xun, tacticien militaire chinois.
- Zhen Ji, épouse de Yuan Xi et de Cao Pi.

## Décès en 183
- Théophile d'Antioche.